# Jmenování
Jmenování či nominace (z lat. nomen, jméno) je jednostranný akt, kterým oprávněná osoba nebo grémium ustanovuje určitou osobu s jejím souhlasem do funkce, pověřuje něčím nebo zařazuje do úředního seznamu. Nominovat lze i ve smyslu kandidatury na určitou pozici, např. nominací kandidáta ve volbách.

## Jmenování
Některé veřejné funkce, například ministři, soudci, členové Bankovní rady České národní banky, dále profesoři vysokých škol, ředitelé, vedoucí zaměstnanci, vyšší úředníci aj. jsou do svých funkcí jmenováni oprávněnou osobou, nejčastěji nadřízeným nebo představeným. Toto oprávnění je určeno ústavou, zákonem nebo statutem organizace. Katoličtí církevní hodnostáři jsou jmenováni biskupem nebo papežem. Jmenování se zpravidla děje jmenovacím dekretem, předpokládá souhlas jmenovaného a v některých případech ještě další podmínky. Tak děkan fakulty je jmenován rektorem, ale na základě výsledku volby senátem fakulty. Některé funkcionáře státu jmenuje prezident republiky, je však třeba i spolupodpis (kontrasignace) předsedy vlády. Jmenováním může vzniknout pracovní poměr vedoucího zaměstnance, který však odvoláním z této funkce přímo nezaniká. Obvykle platí, že kdo do funkce jmenuje, může z ní také odvolat, v některých případech ale jen s uvedením platných důvodů.

## Nominace
Nominace je proces, který může předcházet samotnému jmenování vybrané osoby do veřejné funkce, případně zařazení do olympijského družstva, udělení ocenění apod.

### Nominace politického kandidáta
Při volbách, kterých se účastní velký počet voličů (osob s aktivním volebním právem), mohou voliči vybírat pouze mezi nominovanými kandidáty. Pro parlamentní volby nominují své kandidáty obvykle politické strany (koalice, hnutí), pro obecní volby to bývají i sdružení občanů. Kandidáty pro volbu prezidenta republiky nominují skupiny poslanců a senátorů, nebo občan podpořený peticí 200 000 občanů. V USA se i nominace kandidáta strany do prezidentských voleb děje prostřednictvím vnitrostranických, tzv. primárních voleb, do nichž kandidáty nominuje vedení strany.
V poměrném volebním systému spočívá nominace v zařazení na kandidátní listinu, tj. uspořádaný seznam kandidátů, kteří se pokládají za zvolené v závislosti na počtu získaných hlasů, a to počínaje prvním místem na kandidátce. Podle předpokládaného zisku hlasů se někdy mluví o „volitelných místech“ na kandidátce.
Pro udílení cen, o nichž rozhodují různé výbory a komise (Nobelova cena, Oscar, ceny filmových festivalů atd.), jsou kandidáti nominováni obvykle nějakou institucí. Pro udílení státních vyznamenání sestavuje seznam návrhů komise Poslanecké sněmovny.

### Nominace ve sportu
V náročnějších sportovních soutěžích, zejména v kolektivních sportech, jsou hráči jednotlivých mužstev k utkání nominováni trenérem podle pravidel dané soutěže. Sportovní svazy nominují hráče a závodníky do národní reprezentace, na olympijské hry atd.